# Crassula expansa
Crassula expansa (лат.) — вид суккулентных растений рода Толстянка (Crassula) семейства Толстянковые (Crassulaceae). 

## Название
Родовое латинское название Crassula происходит от латинского слова crassus, — «толстый», в основном из-за присутствия у растений этого рода сочных листьев.
Видовой латинский эпитет expansa происходит от лат. expansus, обозначающего расширяющуюся или распространяющуюся природу растений.

### Внутривидовые эпитеты
Название fragilis описывает хрупкую природу растений, которые легко ломаются, способствуя распространению растения путем отлома и разноса его частей ветром или переноса, после чего они укореняются и образуют новые растения.
Название pyrifolia происходит от названия рода растений Pyrus и -folia, — «лист» в отношении формы листьев, напоминающих грушу.
Название filicaulis относится к узким стеблям, где fili- означает «тонкий» или «удлиненный», а -caulis означает «стебель».

## Ботаническое описание
Многолетние растения с полегающими или редко вьющимися ветвями длиной 0,1-0,2(-0,4) м, травянистые, карнозные или слегка деревянистые, с придаточными корнями или без них. Листья редко с черешком до 4 мм длиной; пластинка ланцетная, от эллиптической до широкообратнояйцевидной, (4-)6-20(-35) x (1-)2-4(-15) мм, от шиловидной до тупой, сжата дорзивентрально до теретной, голая или волосистая, зеленая, желтовато-зеленая, до коричневого цвета.

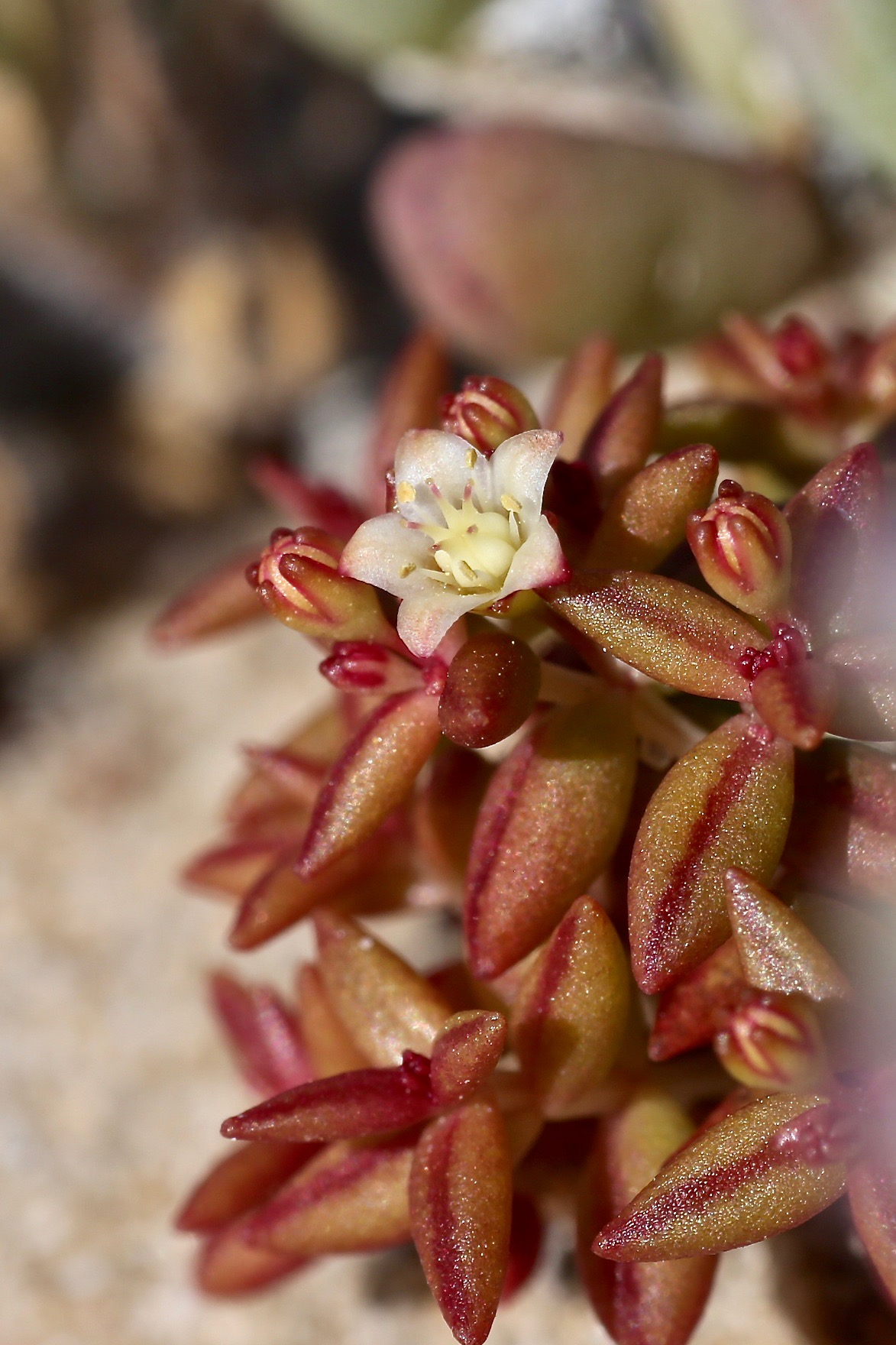
Листья и распустившийся цветок

Соцветие тирсовое, варьирующее от множества малоцветковых цимул до одиночных цветков или с пучками цветков на верхушке. Чашечка: доли от линейно-обратно-ланцетных до линейно-треугольных, 2-3 мм длиной, мясистые, от зеленого до коричневого цвета. Венчик чашевидный, у основания едва сросшийся, белый, часто с красным оттенком; доли эллиптически-продолговатые, 2,5-4 мм длины, острые или тупые, на вершине загнутые. Тычинки с черными пыльниками. Чешуйки поперечно-продолговатые до квадратных, 0,3-0,4х0,5-0,6 мм, усеченные, слегка суженные книзу, мясистые, от бледно-желтого до оранжевого цвета.

## Распространение и экология
Ареал охватывает следующие территории: Южная Африка, включая Анголу, Южно-Африканскую Республику, Мадагаскар, Малави, Мозамбик, Намибию, Танзанию, Замбию и Зимбабве.
Вид представляет собой устойчивое многолетнее растение, вырабатывающее большое количество крайне мелких семян. Эти семена остаются в почвенном профиле до наступления благоприятных условий, после чего вид начинает активное размножение и покрывает почву. В условиях суровой засухи он ведет себя аналогично однолетнему растению, создавая идеальное место для прорастания других суккулентов и растений, характерных для засушливых регионов. Эти растения находят убежище под его покровом, предоставляя им защиту при появлении всходов. Этот вид быстро растет и может временно заселять жаркие и засушливые местности, вновь возникая из семян после дождя.

## Таксономия
Crassula expansa Aiton, первое упоминание в Hort. Kew. 1: 390 (1789).

### Внутривидовые таксоны
Подтвержденные внутривидовые таксоны в соответствии с данными сайта Plants of the World Online на 2024 год:
- Crassula expansa subsp. expansaCrassula expansa subsp. expansa, мягко текстурированный, ярко-зеленый, раскидистый суккулент с уплощенными, ланцетными листьями, формирующими рыхлый зеленый почвенный покров. Обычно обитает в тенистых местах, таких как опушки леса, а также на каменистых участках с неглубокими почвами в прибрежных районах Квазулу-Натала и прилегающем Мозамбике к западному мысу. Этот подвид при засушливых периодах приобретает розовато-зеленый оттенок и быстро восстанавливает зеленый цвет при добавлении воды. Цветение в основном происходит в сезон дождей, но цветки могут появляться в любое время года. В культивации известна пестролистная форма этого подвида под названием «Мишель», которая была отобрана автором из растений, выращенных в Национальном ботаническом саду имени  Уолтера Сисулу. Название дано в честь жены автора, Мишель Хэнки[2].

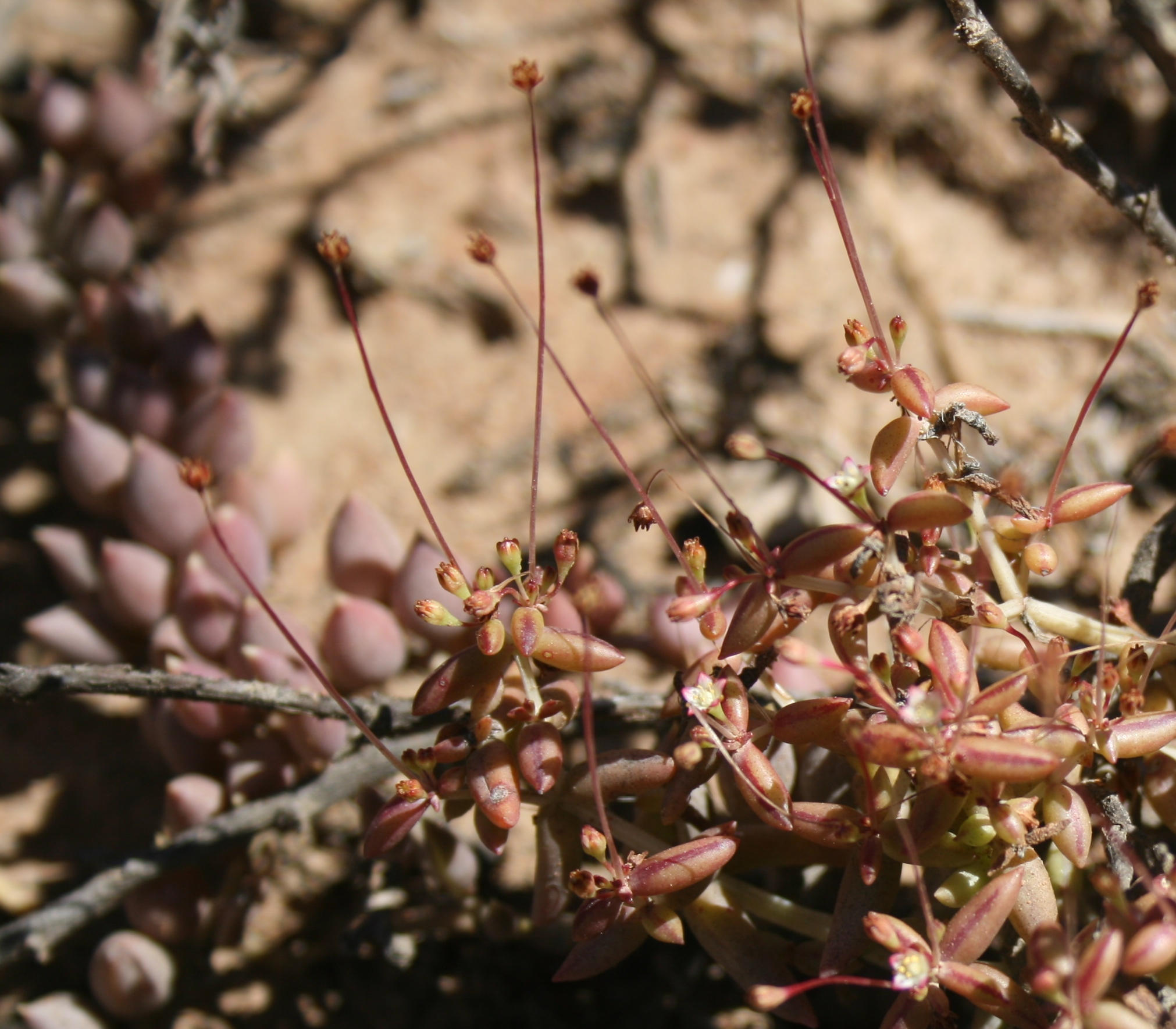
Crassula expansa subsp. expansa

- Crassula expansa subsp. filicaulis (Haw.) Toelken, низкорослый и сильно разветвленный суккулент с полегающими стеблями, обладающими красными или зелеными листьями, на которых присутствуют красные линии и красноватые пятна. Листья почти цилиндрические, обычно с острой верхушкой. Цветение в основном происходит зимой и весной, однако цветы могут появляться круглый год. Встречается от Порт-Альфреда в Восточно-Капской провинции до Капского полуострова, преимущественно в прибрежных областях и особенно на известняковых почвах в различных типах местообитаний. Обычно обитает в более засушливых и засушливых районах, особенно в южных и западных частях страны. Характерно проявление красноватого оттенка листьев при небольших стрессовых условиях[2].
- Crassula expansa subsp. fragilisCrassula expansa subsp. fragilis (Baker) Toelken, мягкий, раскидистый суккулент с хрупкими стеблями, которые легко ломаются и укореняются. Листья могут быть эллиптическими, ладьевидными с розоватыми пятнами (гидатодами) или без них, а также яйцевидными и приплюснутыми. Они могут быть опушенными или безволосыми. Цветение в основном происходит летом (с ноября по апрель), но цветы могут появляться круглый год. Обитает в различных средах, в основном на востоке страны с летними дождями, на севере Квазулу-Натала, Мпумаланги, Лимпопо и на севере Тропической Африки. Чаще всего встречается на скалах, среди скал и у подножия другой растительности. Отдельные формы этого подвида, в том числе волосистая круглолистная форма, широко используются как контейнерные и садовые растения в декоративном садоводстве. Пестролистная форма этого подвида известна под названием «Кокосовый лед» (англ. Coconut Ice). В сухих условиях у этого растения появляются розовые листья[2].

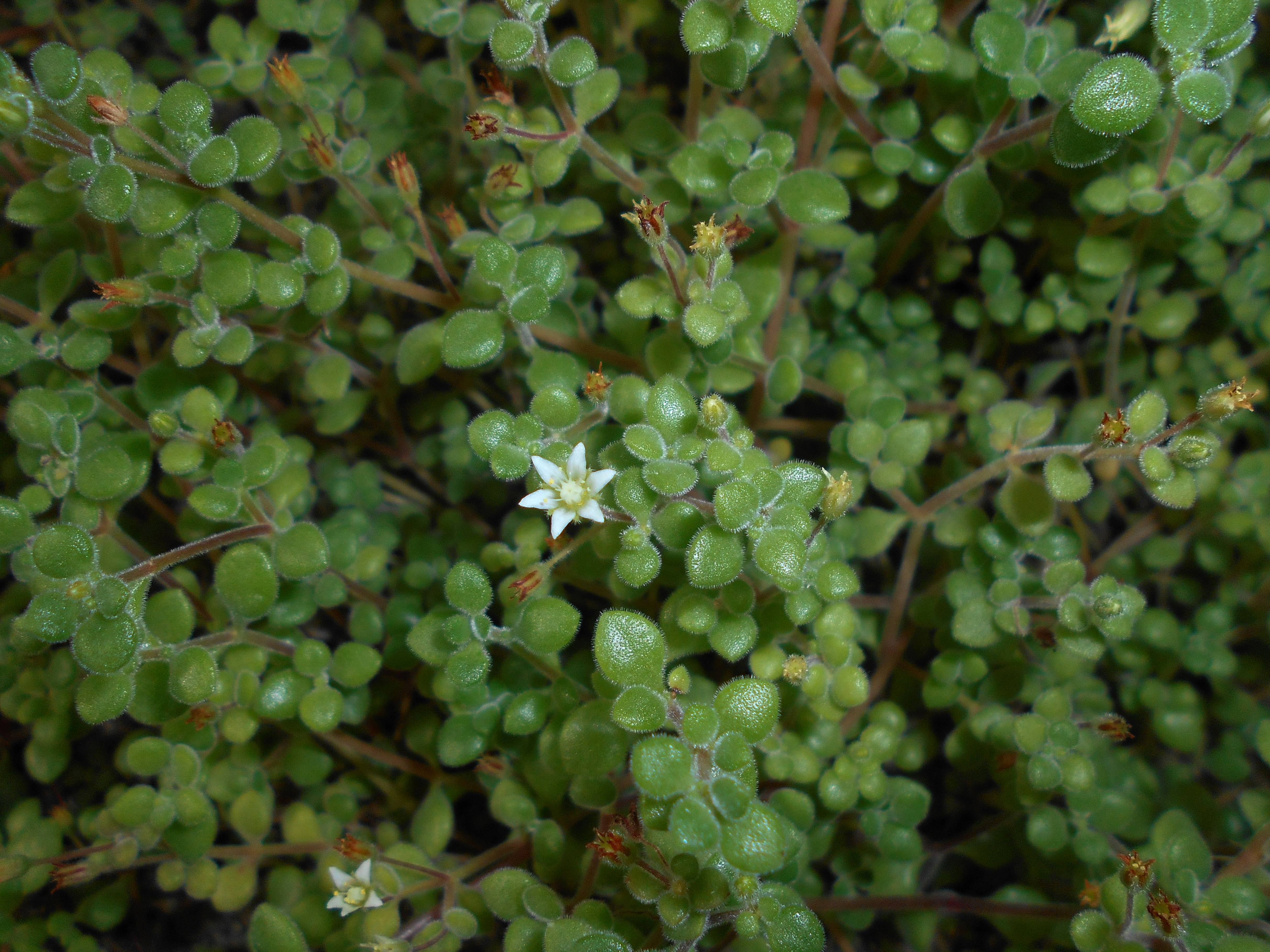
Crassula expansa subsp. fragilis

- Crassula expansa var. longifolia R.Fern., разновидность.
- Crassula expansa subsp. pyrifolia (Compton) Toelken, многолетний суккулент с вьющимися стеблями и листьями, принимающими форму от грушевидной до цилиндрической, которые в засушливые периоды приобретают красновато-зеленый или красный оттенок. Цветы расцветают преимущественно с весны до середины лета (с сентября по декабрь), но также могут появляться в ответ на сезонные дожди. Обитает в прибрежных районах с зимними дождями, в основном на западном побережье от Клавера на юге (Западный Кейп) через Северный Кейп и на юго-западе Намибии, чаще всего на песчаных равнинах или у подножия другой кустарниковой растительности[2].